# Автохром

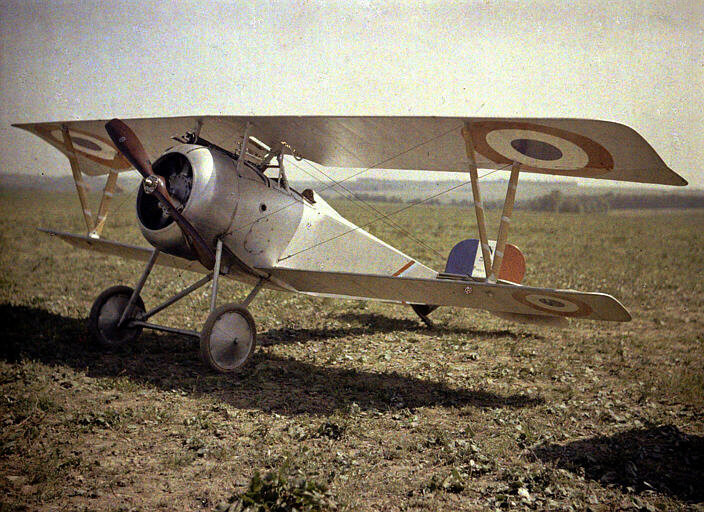
Літак Nieuport, знятий у 1917 році за допомогою процесу автохром.

Автохром Люм'єр — це ранній процес кольорової фотографії, запатентований у 1903 році братами Люм'єр у Франції і вперше представлений на ринку в 1907 році. Автохром був адитивним кольоровим процесом «мозаїчної екранної пластини». Це був основний способ кольорової фотографії, що використовувався до появи субтрактивної кольорової плівки в середині 1930-х років.
До братів Люм'єр Луї Дюко дю Горон використовував техніку розділення для створення кольорових зображень на папері за допомогою екранних пластин, створюючи природні кольори шляхом накладання, що згодом стало основою всієї комерційної кольорової фотографії. Нащадки фотографа Антуана Люм'єра, винахідники Луї та Огюст Люм'єр використали техніку дю Горона (1869), яку вже вдосконалили інші винахідники, такі як Джон Джолі (1894) та Джеймс Вільям Макдоно (1896), що дозволило друкувати кольорові фотографії . Однією з найпоширеніших форм кольорової фотографії на початку ХХ століття стала автохромна фотографія, яка отримала визнання за свою естетичну привабливість.

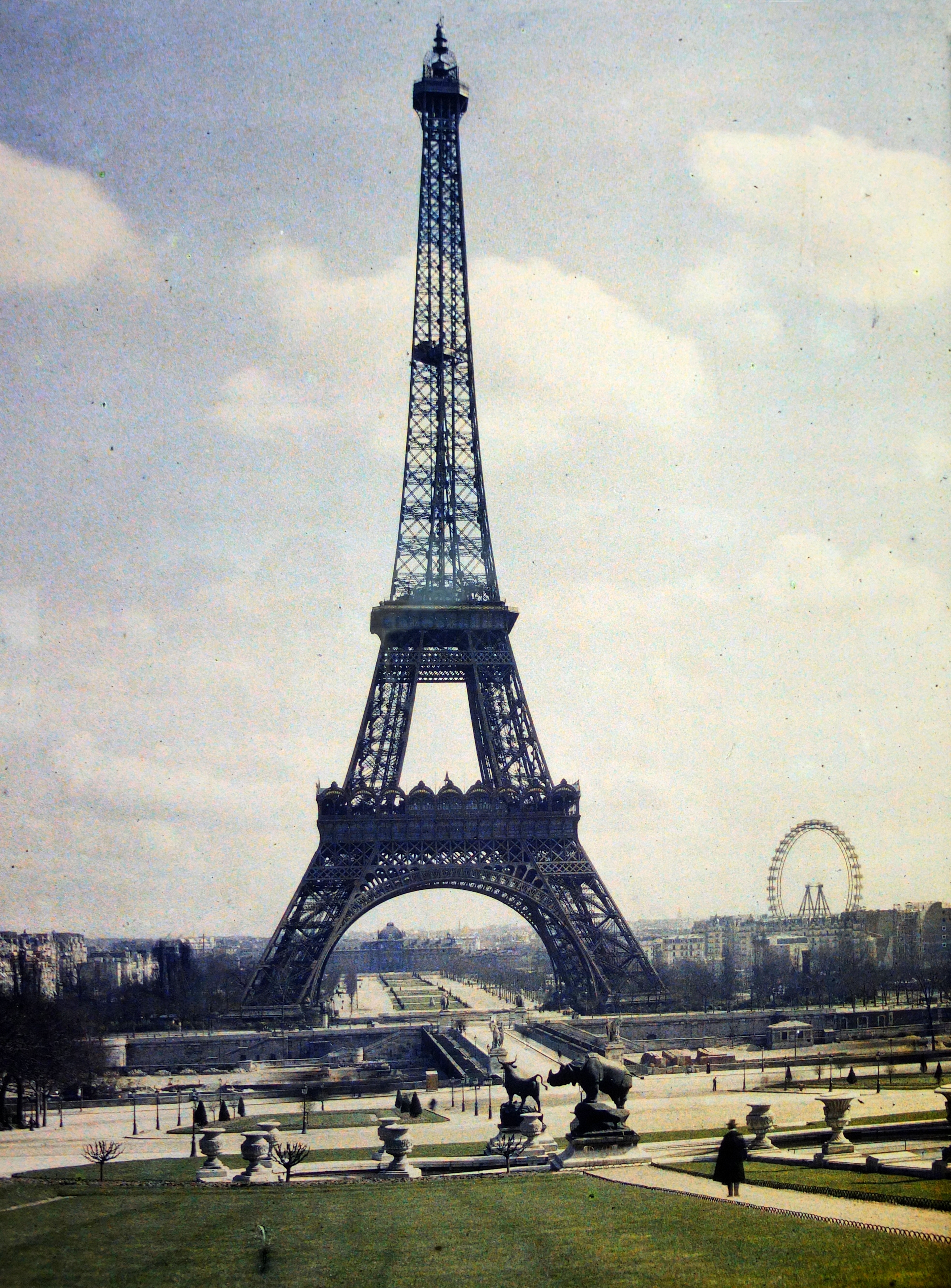
Ейфелева вежа в Парижі, сфотографована в 1914 році за допомогою процесу автохром.

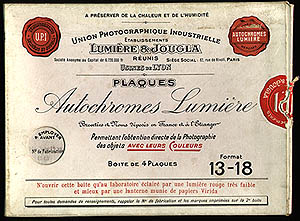
Коробка автохромних пластин, термін придатності 1923 р.

## Техніка виробництва
Для створення мозаїки кольорових фільтрів Autochrome тонку скляну пластину спочатку покривали прозорим клейким шаром. Пофарбовані зерна крохмалю мали розмір від 5 до 10 мікрометрів, а три кольори були ретельно змішані в пропорціях, які робили суміш сірою для неозброєного ока. Потім їх наносили на клей, створюючи шар з приблизно 4 000 000 зерен на квадратний дюйм, але товщиною лише в одне зерно. Точний спосіб, за допомогою якого вдавалося уникати значних проміжків і перекриття зерен, досі залишається незрозумілим. Було виявлено, що застосування екстремального тиску створює мозаїку, що ефективніше пропускає світло в емульсію, оскільки зерна ставали трохи сплющені, завдяки чому вони ставали прозорішими та тісніше прилягали одне до одного, зменшуючи марний простір між ними. Оскільки було непрактично застосовувати такий тиск до всієї пластини одночасно, було використано метод парового катка, який вирівнював лише одну дуже маленьку ділянку за раз. Щоб закрити невеликі проміжки, що залишилися, використовували лампову сажу. Потім пластини покривали шелаком, який відділяв чутливі до вологи зерна та барвники від желатинової емульсії на водній основі, яку наносили на пластину після висихання шелаку. Отриману готову пластину розрізали на менші пластини потрібного розміру та пакували в коробки по чотири штуки. Кожну пластину закривав тонкий лист картону чорного кольору, з боку, зверненого до емульсії. Це мало забезпечити зберігання пластини під час завантаження та експонування, захищало ніжну емульсію, а також запобігало виникненню ореолів.
Патент США 1906 року описує процес більш загально: зерна можуть бути помаранчевими, фіолетовими і зеленими, або червоними, жовтими і синіми (чи «будь-якої кількості кольорів»), за бажанням з чорним порошком, що заповнює проміжки. Експерименти на початку ХХ століття дозволили вирішити багато питань, зокрема, додати екранні пластини, жовтий фільтр, призначений для балансування синього кольору, а також змінити розмір кристалів галогеніду срібла, щоб отримати ширший спектр кольорів і контролювати частоту світла.

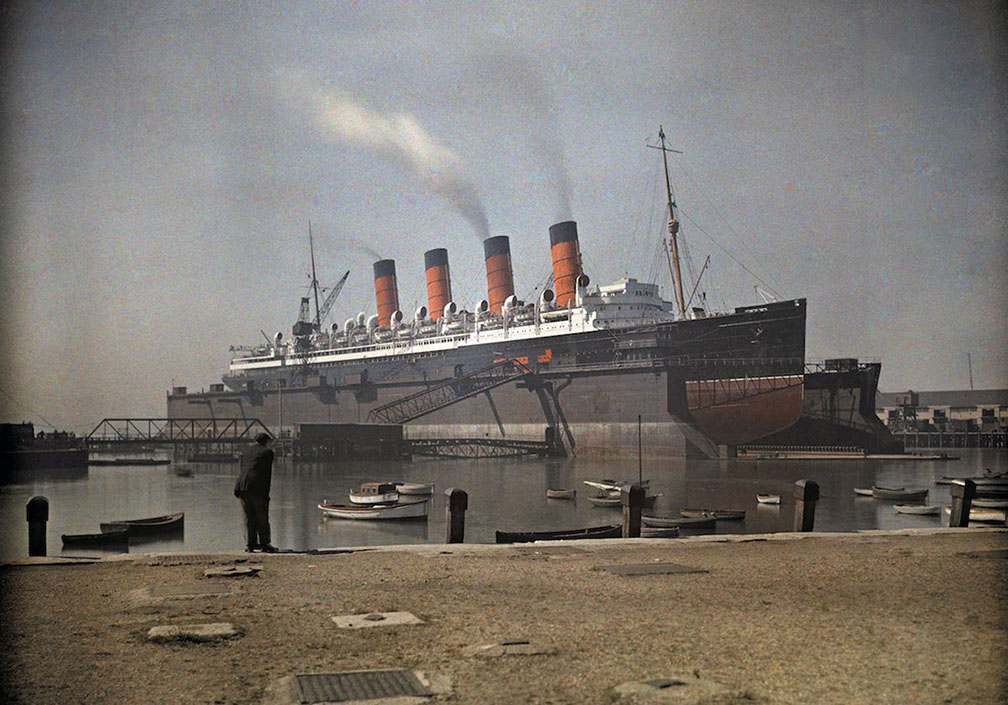
RMS Mauretania, сфотографована 1928 року за допомогою процесу автохром.

## Галерея

Автохромні світлини
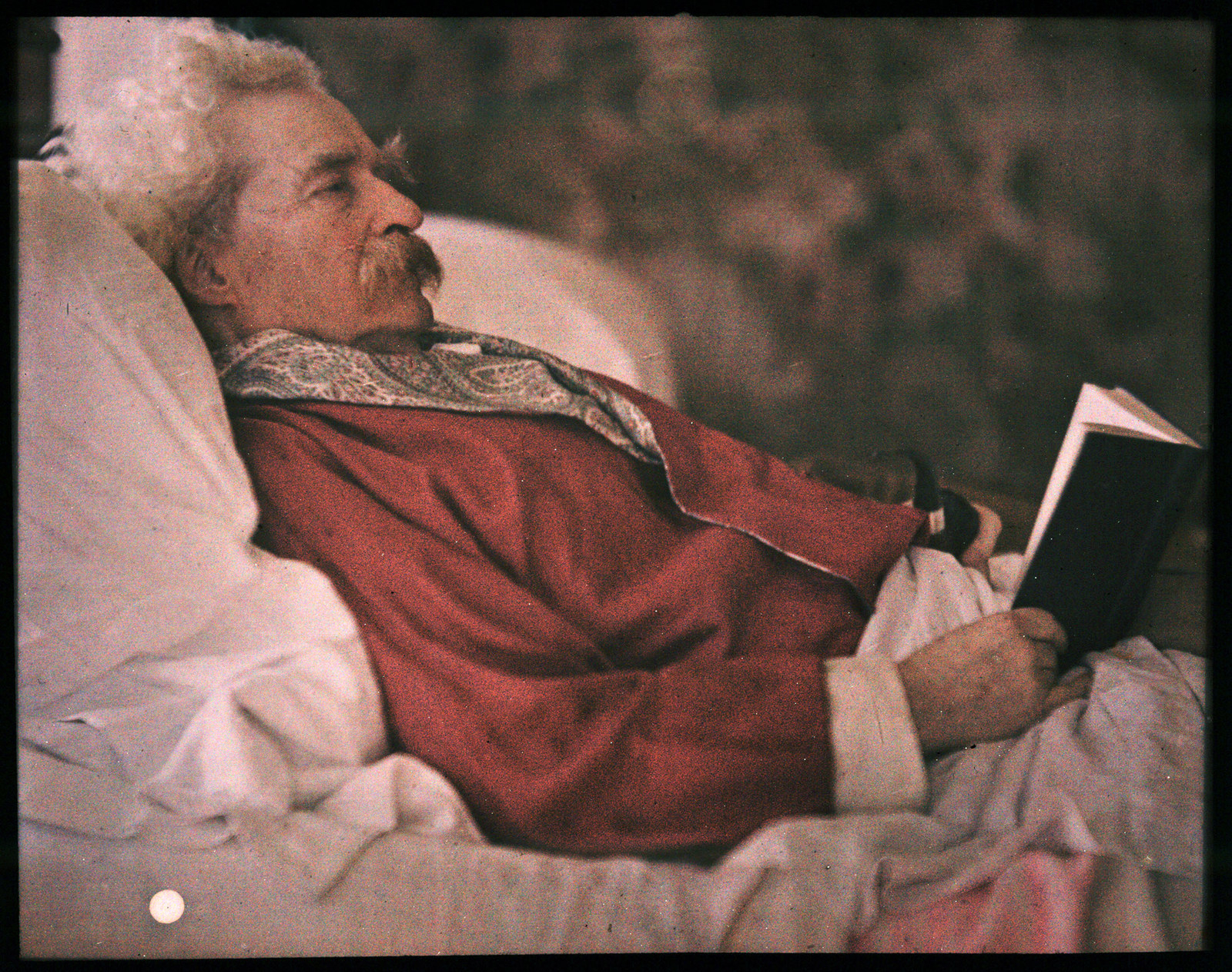
Марк Твен, 1908.
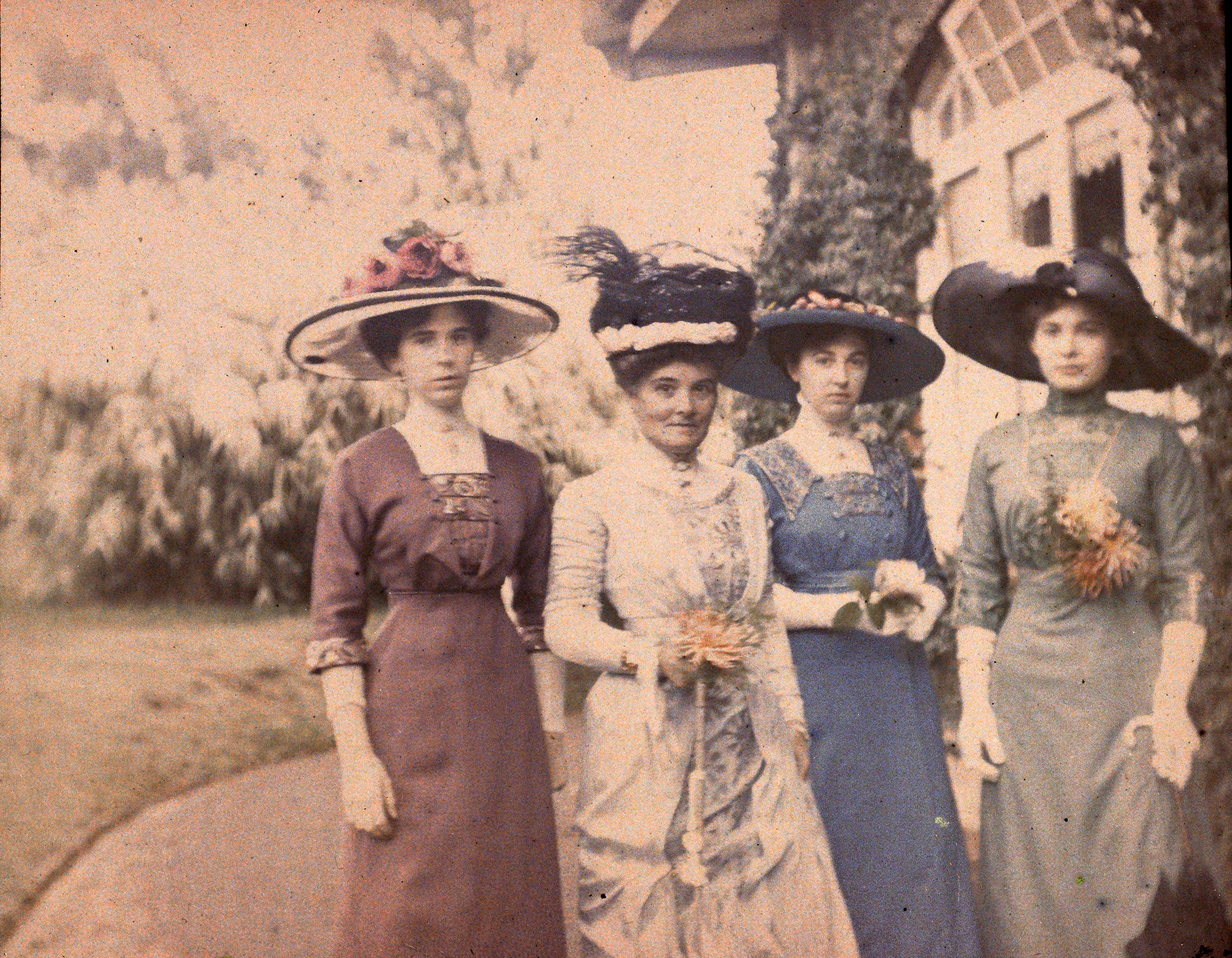
Сім'я Гуллік, 1909
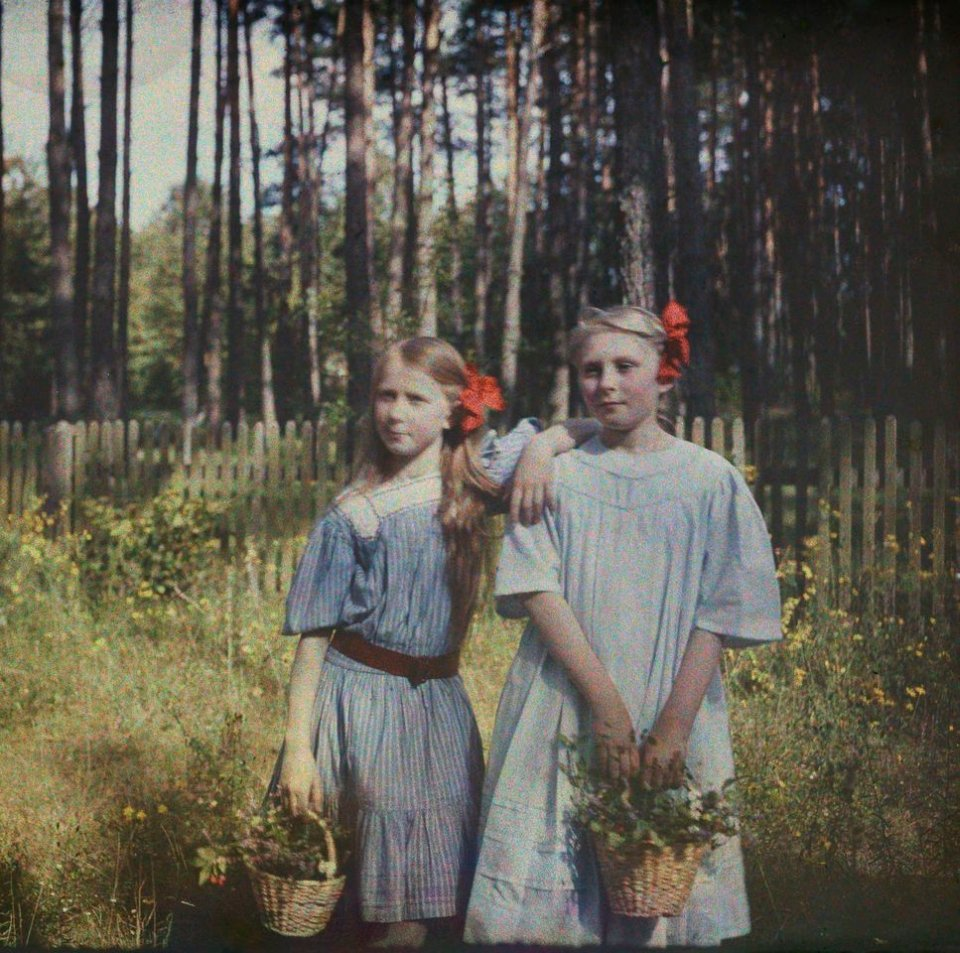
Польща 1909
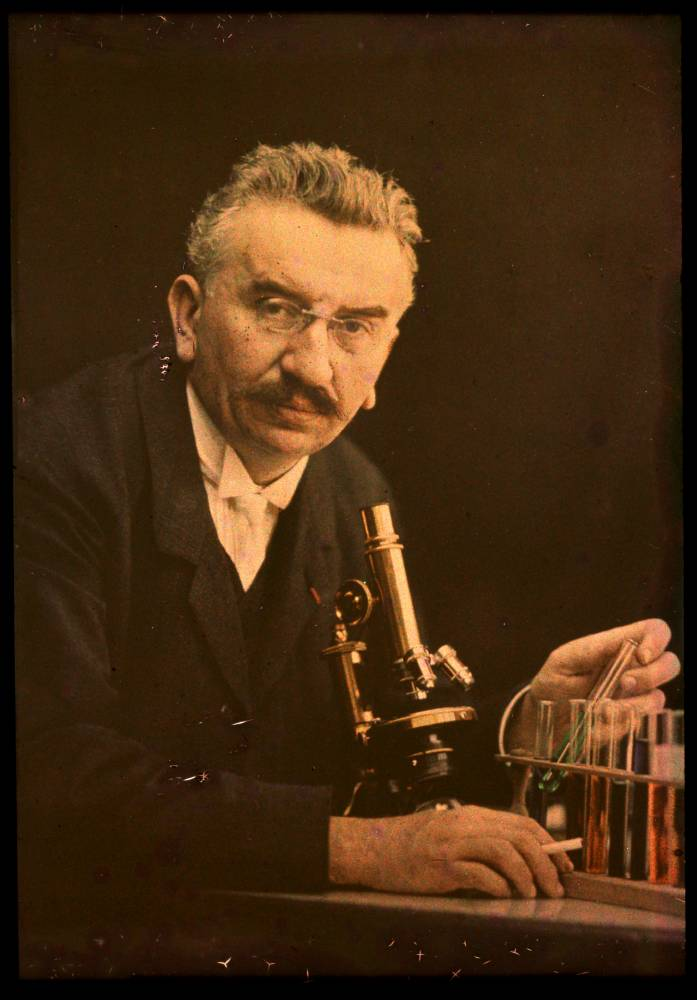
Louis Lumière, прибл. 1910
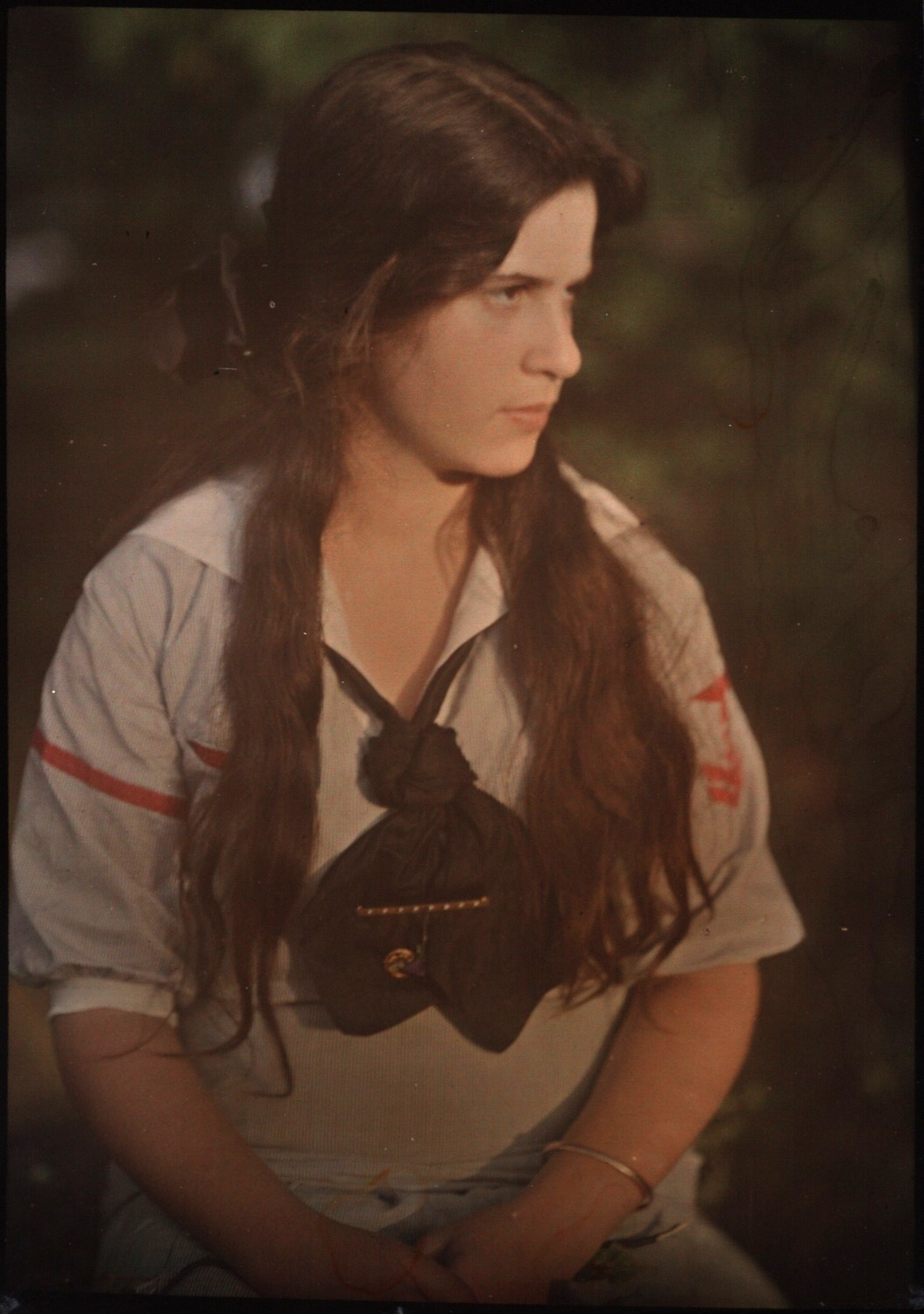
Katherine Stieglitz, прибл. 1910
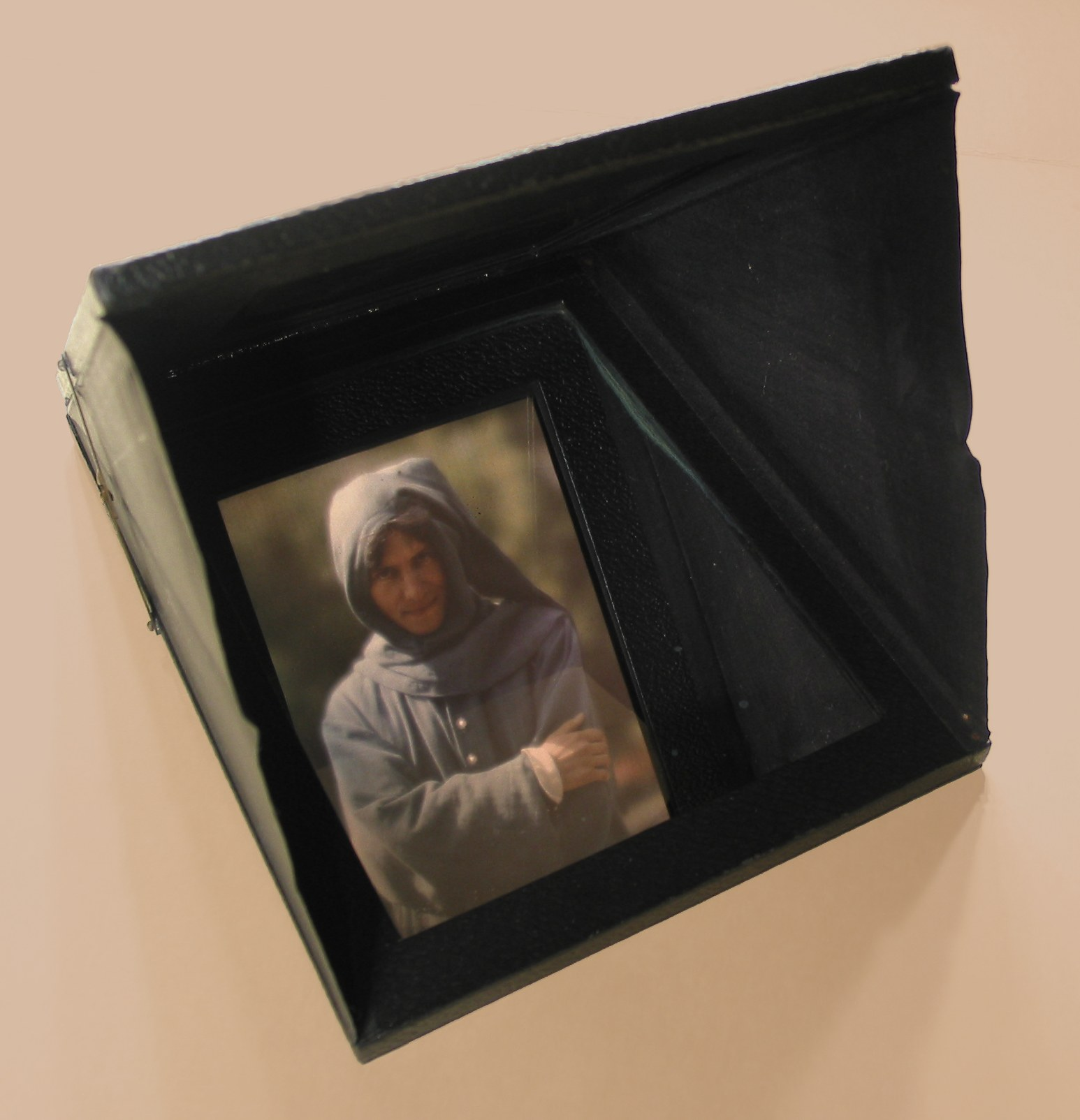
Автор світлини Arnold Genthe.
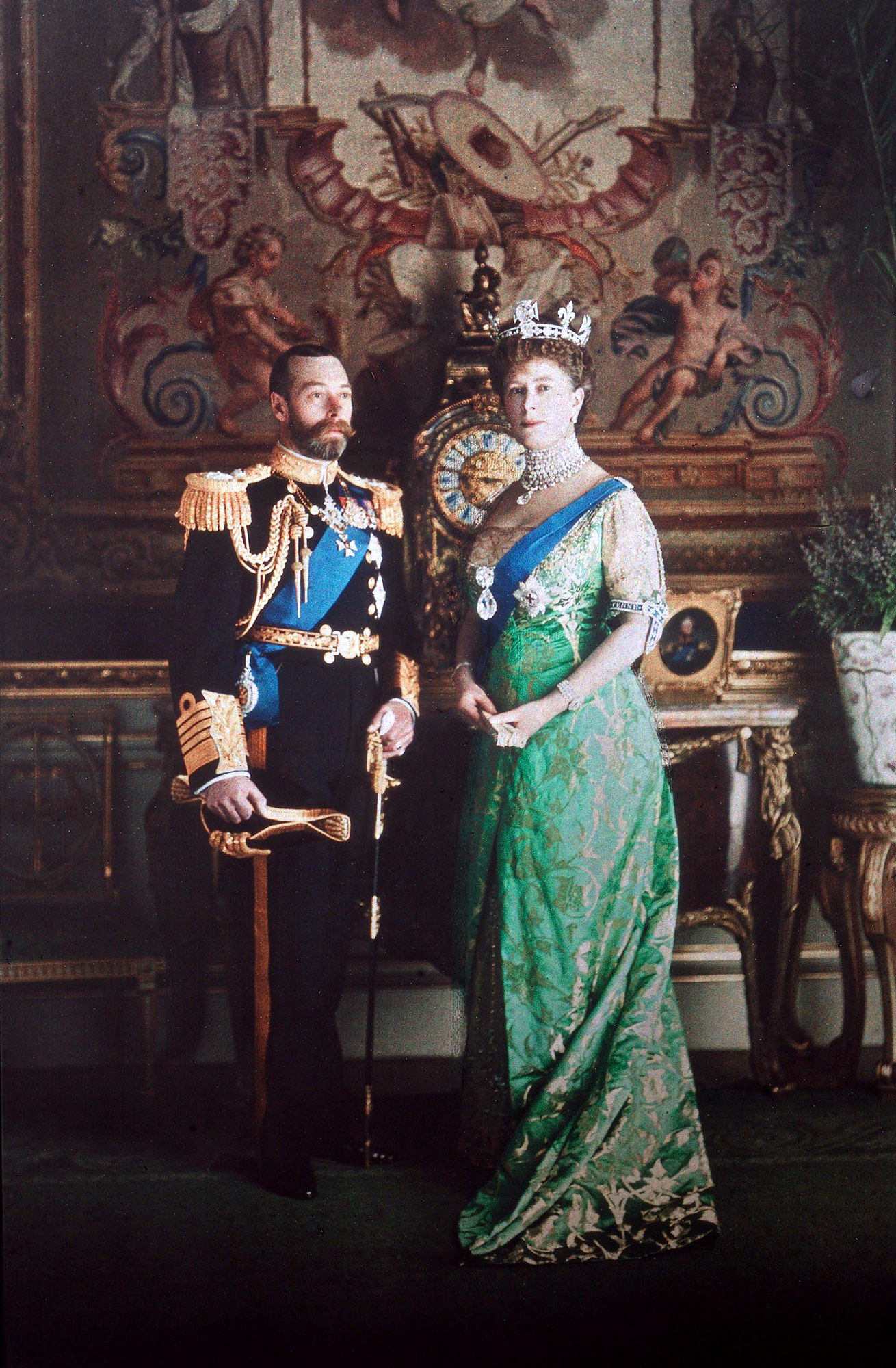
Георг V та королева Мері, 1914.
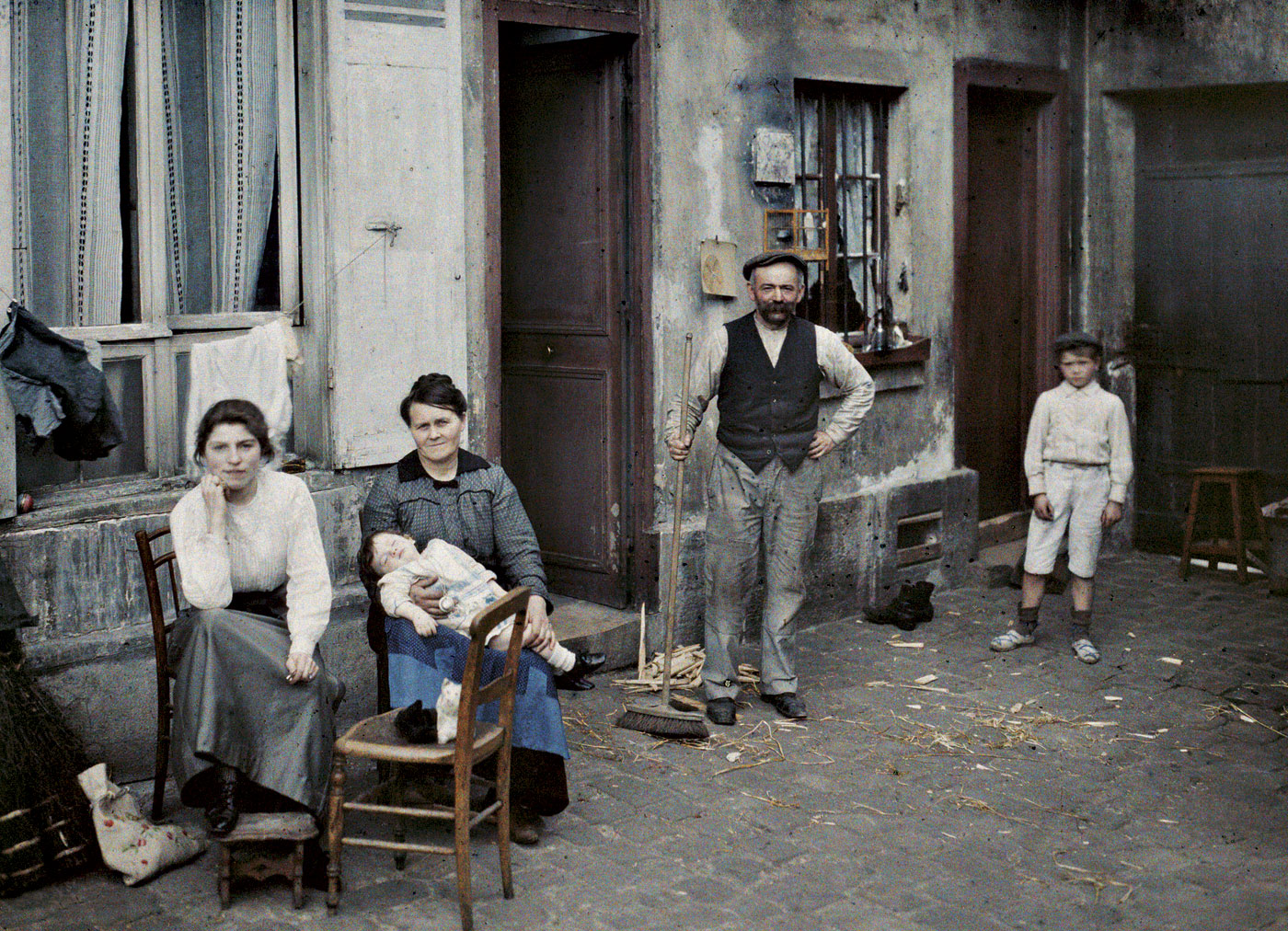
Париж, 1914
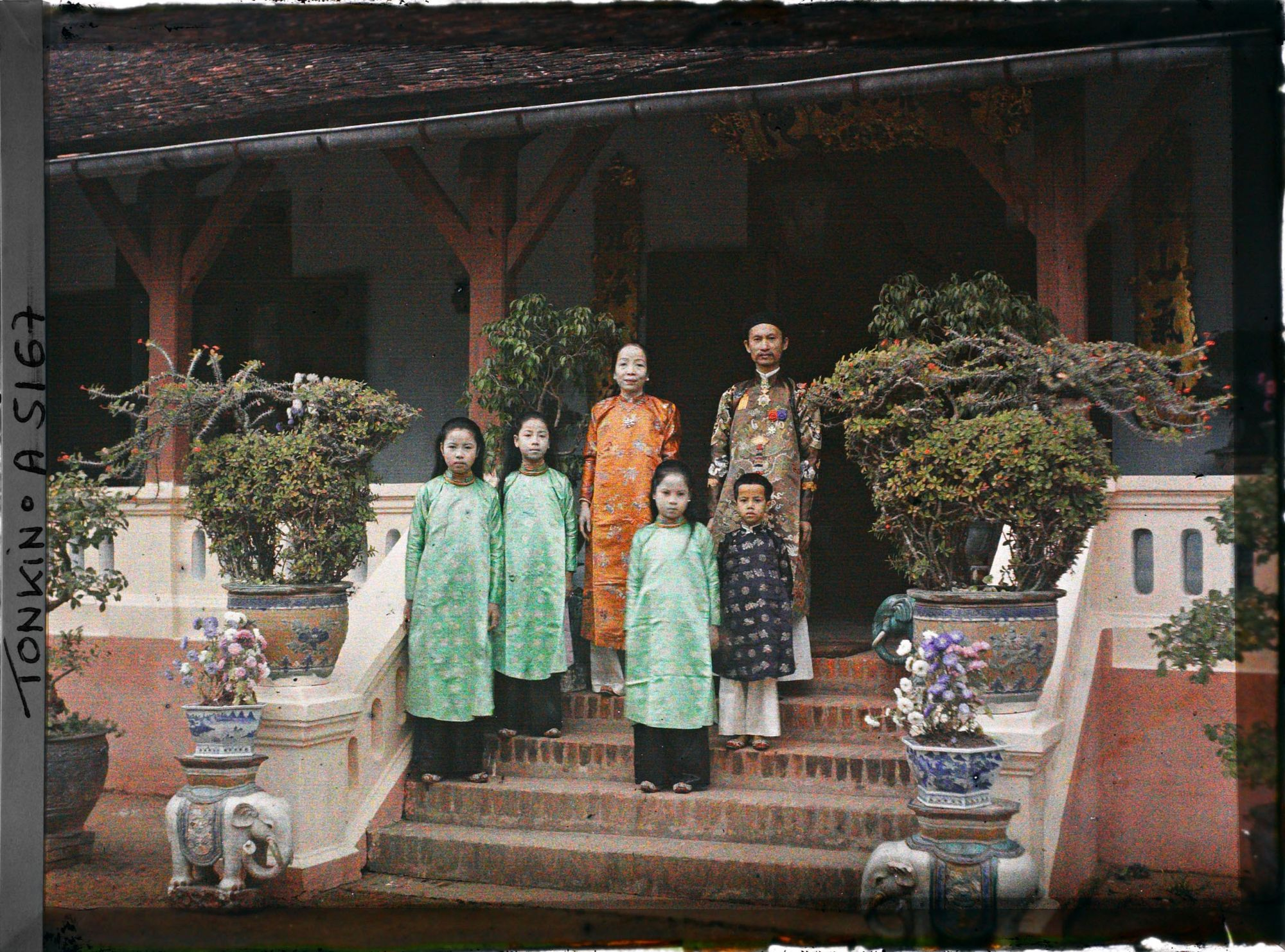
В'єтнам, прибл. 1914.
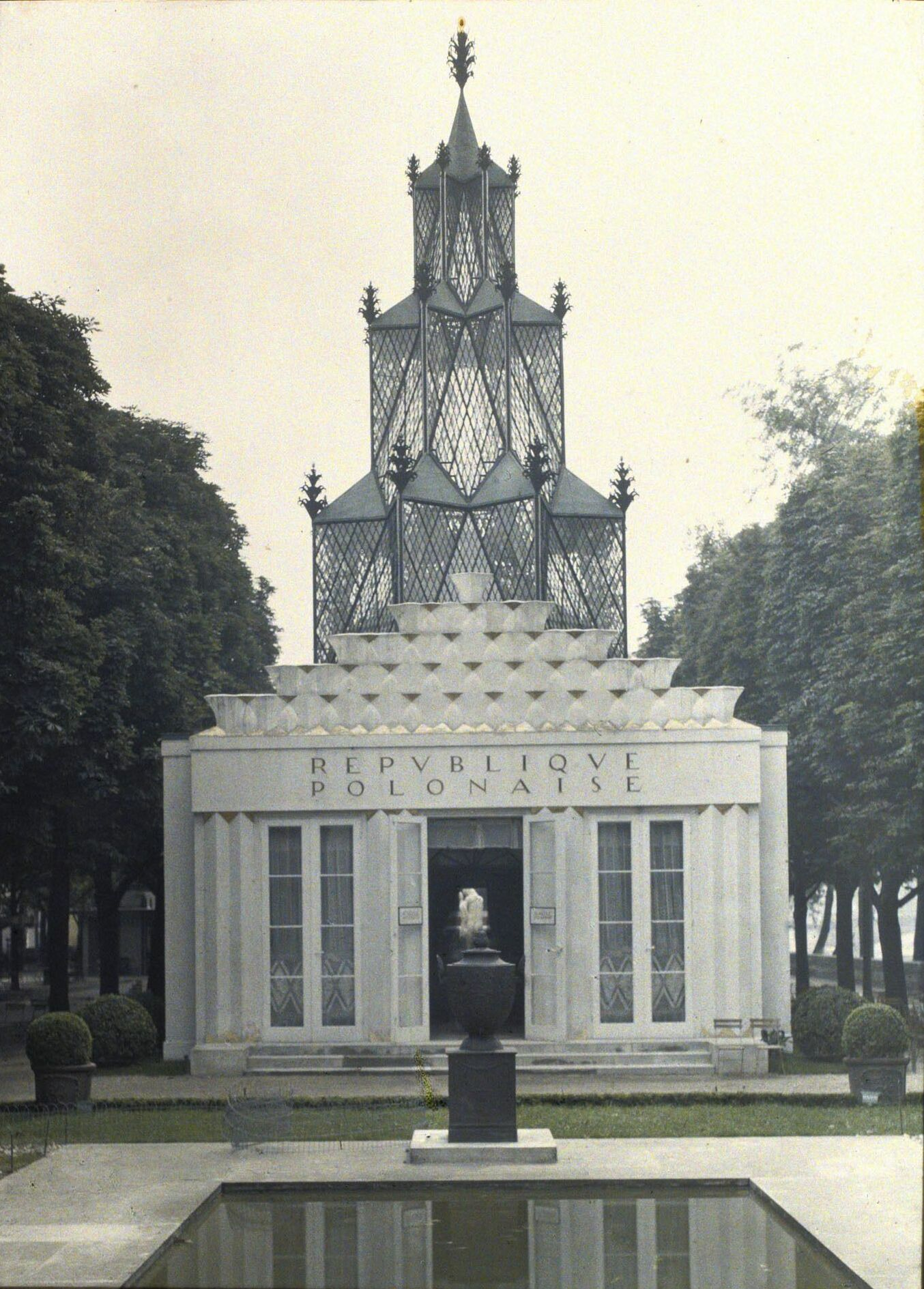
Польський павільйон у Парижі, 1925.
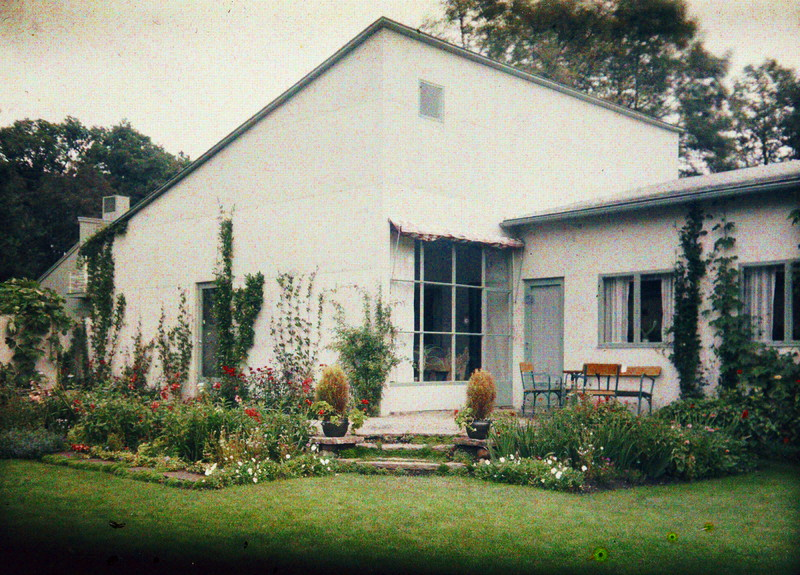
Стокгольм, 1930.
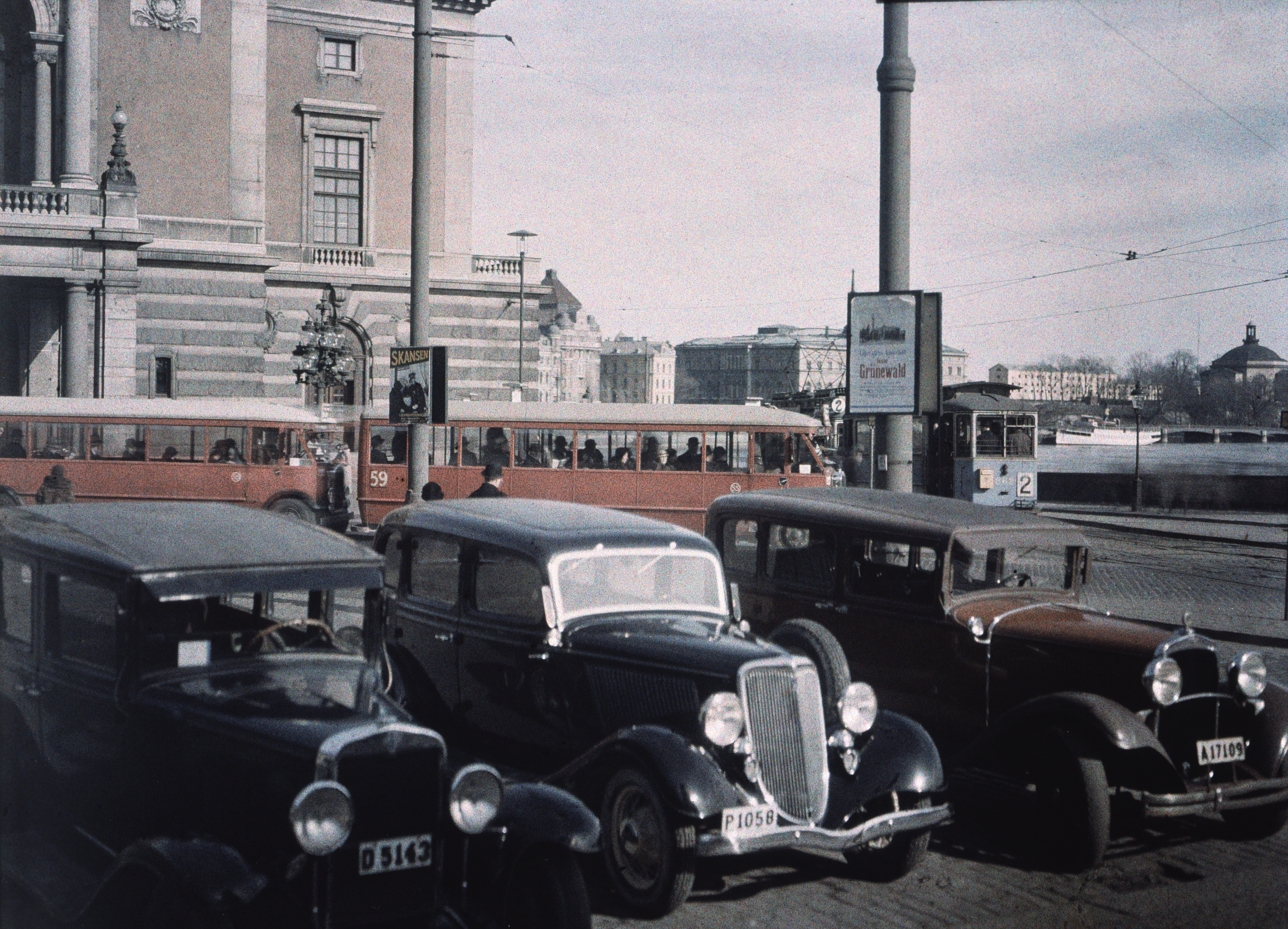
Стокгольм, 1934.
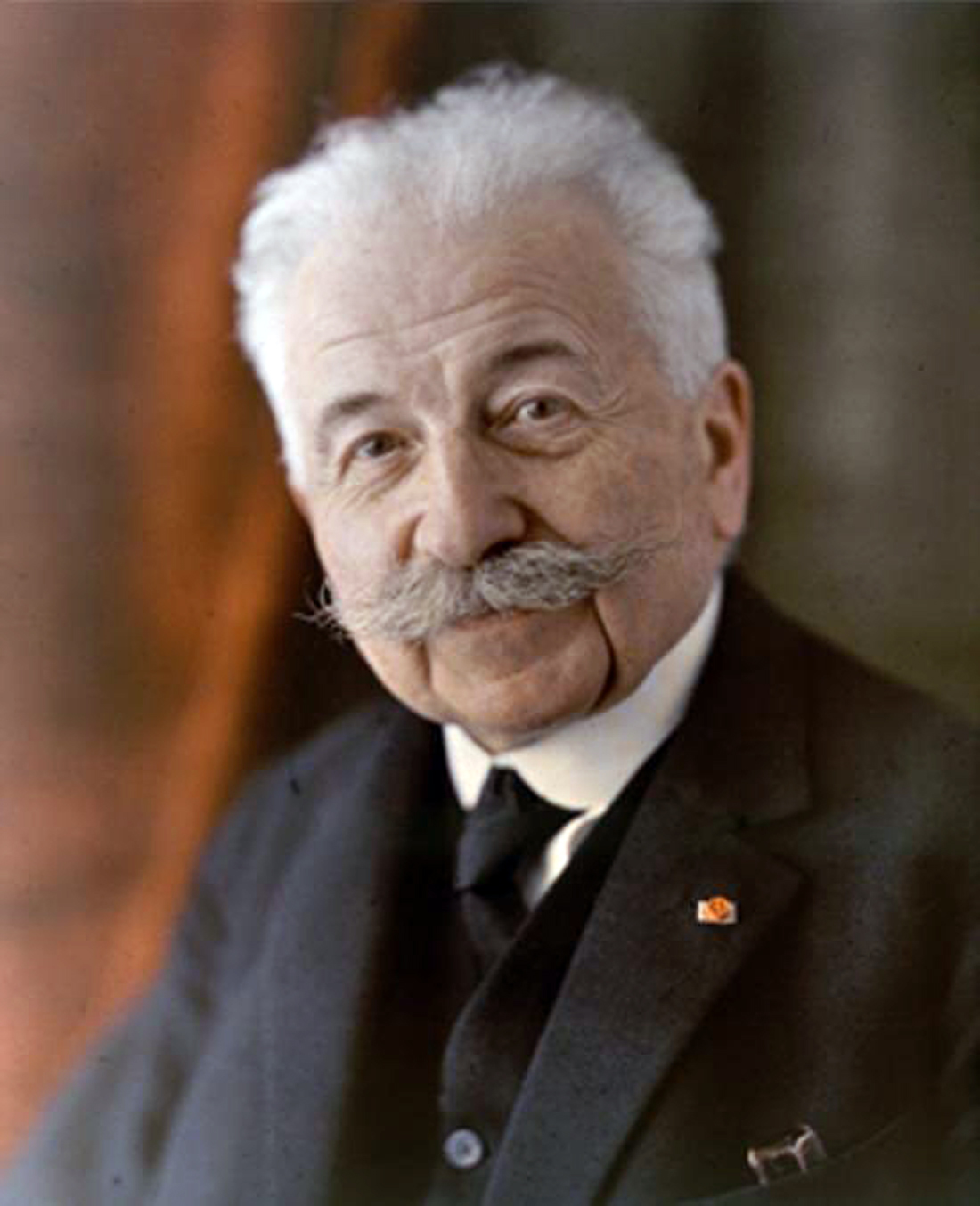
Auguste Lumière, прибл. 1935